# 一ノ瀬昭
一ノ瀬 昭（いちのせ あきら）は日本の男性写真家。

## 経歴
長野県下諏訪町に生まれる。青山学院大学英文学科卒。写真家白川義員の助手として、作品集「中国大陸」の取材に同行。その後は、ヨーロッパ、主に北欧および中東を中心に『神話』をテーマに取材活動を始める
現在、株式会社諏訪印刷（印刷通販中堅「iColor(アイカラー)」の運営企業）代表。

## 著書
- 『北欧物語―白夜とフィヨルドと古城の旅』。ISBN 978-4766104592
- 『旧約聖書』。ISBN 4-324-02995-4